# Čelinja
Čelinja es un pueblo de la municipalidad de Velika Kladuša, en el cantón de Una-Sana, Bosnia y Herzegovina.

## Superficie
Posee una superficie de 6,46 kilómetros cuadrados.

## Demografía
Hasta 2013 la población era de 633 habitantes, con una densidad de población de 98,1 habitantes por kilómetro cuadrado.